# Tratado franco-siamês de 1946
O Acordo entre a França e o Sião foi concluído em Washington, D.C., em 17 de novembro de 1946, a fim de resolver as consequências da Guerra Franco-Tailandesa de 1940-1941. O acordo entrou em vigor no dia de sua conclusão e foi registrado na  United Nations Treaty Series em 16 de outubro de 1959.

## Causas
Após a ocupação alemã da França em 1940, o controle francês sobre as colônias no Leste Asiático foi consideravelmente enfraquecido. Isso permitiu que os líderes do Império Japonês tirassem vantagem da situação e impusessem ao governo francês de Vichy acordos que permitiam o estacionamento de forças japonesas em várias partes da Indochina. O Japão tinha planos de usar a região como base em sua campanha militar contra o Império Britânico e os Estados Unidos. Como parte dessa estratégia, o governo japonês apoiou as ambições do Reino do Sião (atual Tailândia), que buscava recuperar territórios perdidos para a França na Indochina. Isso levou ao apoio japonês à posição siamesa durante a breve Guerra Franco-Tailandesa que eclodiu em outubro de 1940, e em 9 de maio de 1941, um tratado de paz franco-siamês foi assinado em Tóquio, que permitiu ao Sião anexar os territórios cobiçados.

## Tratado
Com a mediação dos Estados Unidos, o Tratado Franco-Siamês foi assinado em novembro de 1946. Suas cláusulas constituíam um tratado de paz, embora o termo em si não fosse utilizado no tratado. O Tratado de Tóquio de maio de 1941 foi anulado pelo novo acordo. O governo siamês cedeu à França todos os territórios tomados durante a Guerra Franco-Tailandesa e as relações diplomáticas entre os dois países foram restabelecidas. O governo francês concordou em promover a adesão dos siameses às Nações Unidas. 